# Hasodima melanoglyphica
Hasodima melanoglyphica là một loài bướm đêm trong họ Geometridae.